# Bożena Sikora-Giżyńska
Bożena Sikora-Giżyńska (sinh ngày 18 tháng 4 năm 1960) là một kiện tướng cờ vua Ba Lan giành chức vô địch Cờ vua nữ Ba Lan năm 1990. Bà giành danh hiệu FIDE (WIM) vào năm 1986.

## Sự nghiệp cờ vua
Năm 1975, Bożena Sikora-Giżyńska giành chức Vô địch Cờ vua Thiếu niên Ba Lan. Năm 1977, bà giành chúc Vô địch tại Giải cờ vua trẻ châu Âu (U-20) tổ chức tại Novi Sad.
Từ năm 1975 đến năm 1992, Bożena Sikora-Giżyńska đã 17 lần chơi trong các trận chung kết của Giải vô địch cờ vua nữ Ba Lan. Bà giành được ba huy chương: vàng (1990), bạc (1981) và đồng (1988). Ngoài ra Bożena Sikora-Giżynska giành huy chương vàng Giải vô địch cờ vua đồng đội Ba Lan (1990).
Bożena Sikora-Giżyńska nhiều lần giành vị trí đầu tiên trong giải cờ vua nữ quốc tế tổ chức ở Nałęczów (1982, 1983), Iwonicz-Zdrój (1985) và Praha (1987-1990, 1992). Bà được trao danh hiệu WIM vào năm 1986.
Bożena Sikora-Giżyńska đại diện cho Ba Lan tham gia chơi trong Olympic Cờ vua lần thứ 29 (nữ) tại Novi Sad (+2, = 4, -4, tức là thắng 2, hòa 4, thua 4).